# 斯德哥尔摩会议
斯德哥尔摩会议或者称第三次齐美尔瓦尔德会议是1917年9月5-12日在斯德哥尔摩召开的社会主义者会议。本次会议是一系列社会主义者反战会议的最后一场，前两次会议分别为1915年的齊美爾瓦爾德會議和1916年的昆塔尔會議。国际社会主义委员会在1917年7月晚才宣布召开本次会议。

## 与会者[2]

### 中立国
- 瑞典社会民主左翼党
- 社会民主青年联盟
- 挪威社会主义青年联盟
- 瑞士社会民主党
- 丹麦社会主义青年联盟

#### 俄罗斯共和国
- 俄国社会民主工党中央委员会（布尔什维克） - 瓦茨拉夫·沃罗夫斯基和尼古拉·亚历山德罗维齐·谢马什科
- 俄国社会民主工党组织委员会（孟什维克） - 帕维尔·阿克雪里罗得
- 孟什维克国际派
- 芬兰社会民主党
- 波兰王国和立陶宛社会民主党 - 卡尔·拉狄克

### 协约国
- 罗马尼亚社会民主党
- 美国社会主义宣传联盟
- 国际福利协会兄弟会[3]

### 同盟国
- 德国独立社会民主党 - 胡戈·哈泽
- 奥地利社会民主工人党反对派
- 保加利亚社会民主工党（广泛派社会主义者）反对派[4]
- 联邦总工会[5]
- 保加利亚社会民主工党（紧密派社会主义者） - 瓦西里·科拉罗夫[6]

国际社会主义委员会的代表有安格里卡·巴拉巴诺夫和圖雷·尼曼等人。

## 决议
会议宣言谴责资产阶级政府的和平行动，这些在厌倦战争的群众压力下采取的行动，只是为了掩盖统治阶级扩大剥削范围、粉碎对手和进行征服的企图。“资本主义和平”只会意味着劳动群众背负沉重的战争债务、权力被限制以及资本主义国家的加强。两个阵营的旧第二国际的社会主义者同样遭到会议的谴责。
宣言声明唯一的“真正的和平”是通过无产阶级群众的斗争来建立社会主义共和国。这同时意味着对俄国革命的支持，尽管即使在那里“反动”也抬起了丑陋的头。实现“社会主义和平”的唯一途径是各国社会主义无产阶级的伟大国际“群众行动”。这是一项最艰巨的任务，但它将带来“人类的最终解放”。
由于该宣言的内容，各与会党派同意保密，直到所有可能参加大规模行动的各党得到通知。出于政治原因在德国的保密行动延长了，十月革命爆发数天后该宣言才得以出版。